# Ugrini
Ugrini is een plaats in de gemeente Buzet in de Kroatische provincie Istrië. De plaats telt 60 inwoners (2001).